# Arje Szaron
Arje Szaron, Arieh Sharon (hebr. אריה שרון, ur. jako Ludwik Kurzmann 28 maja 1900 w Jarosławiu, zm. 24 lipca 1984 w Paryżu) – izraelski architekt polskiego pochodzenia. Jeden z czołowych architektów Izraela, odpowiedzialny za planowanie rozbudowy Izraela w pierwszych latach istnienia państwa.

## Życiorys

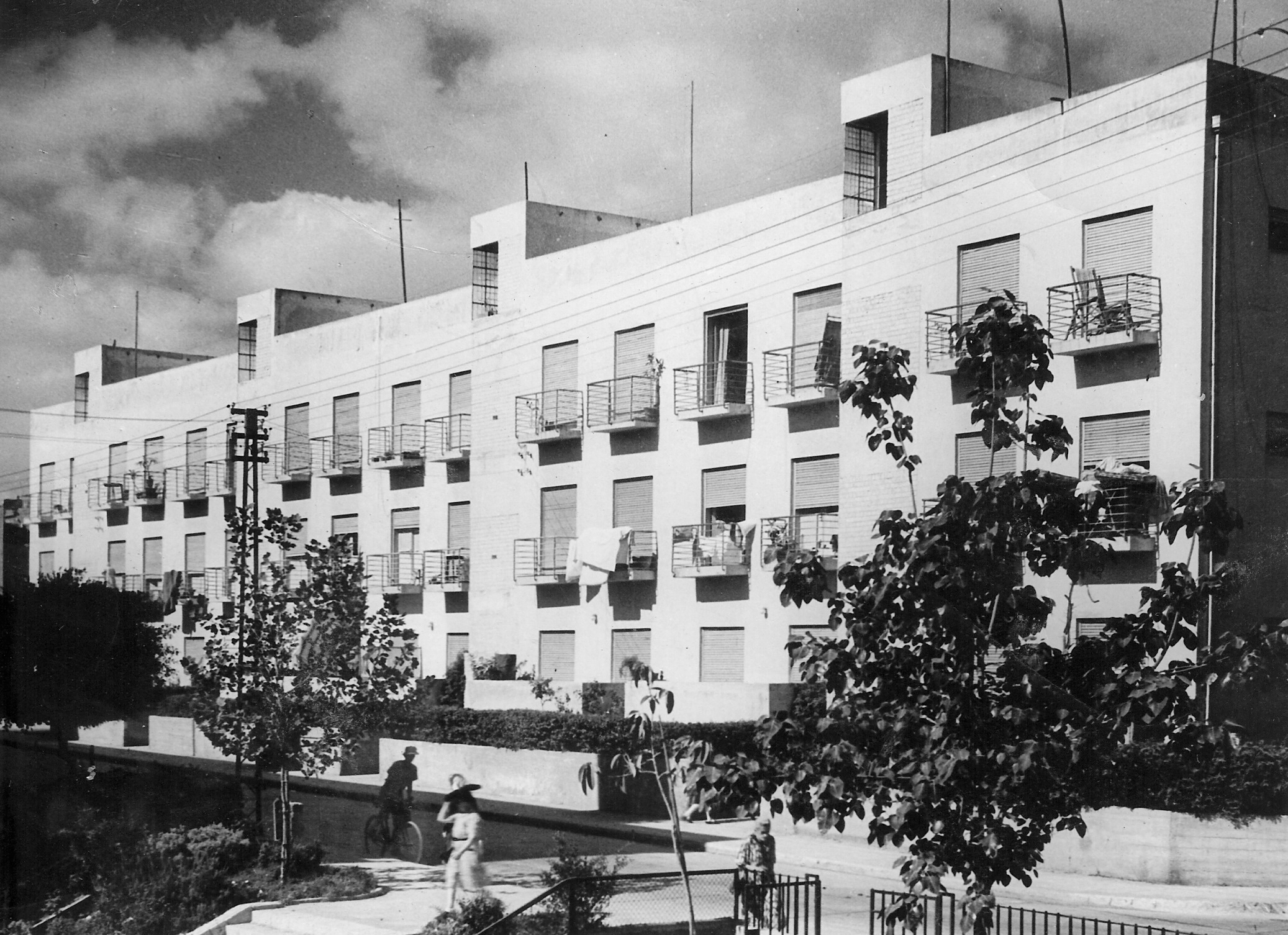
Budynki spółdzielni mieszkaniowej projektu Sharona, lata 30. XX w.

Urodził się 28 maja 1900 roku w Jarosławiu jako Ludwik Kurzmann. W młodości należał do organizacji młodzieżowej Ha-Szomer Ha-Cair. W 1918 roku rozpoczął studia w Brnie na tamtejszej Niemieckiej Wyższej Szkole Technicznej. W 1920 roku wyemigrował do Palestyny, gdzie został członkiem kibucu Gan Szemu’el, po czym zaangażował się w jego rozbudowę.
W 1926 roku rozpoczął studia w Bauhausie, gdzie dostał się na pierwszy z kursów wstępnych nowej uczelni. Jego pierwszymi wykładowcami byli Josef Albers i László Moholy-Nagy, brał także udział w zajęciach prowadzonych przez Wassila Kandinskiego, Paula Klee i Joosta Schmidta. Architekturę studiował u Hannesa Meyera, którego Szaron nazywał swoim architektonicznym mentorem. Studia ukończył w listopadzie 1929 roku, otrzymując dyplom numer 6. Tego samego roku ożenił się z kierowniczką warsztatu tkackiego Guntą Stölzl; małżeństwu urodziła się w tym czasie córka Ja’el. Po studiach pracował w biurze architektonicznym Meyera w Berlinie, współpracując przy budowie szkoły Allgemeiner Deutscher Gewerkschaftsbund (pol.: zjednoczenie związków zawodowych) w Bernau.
W 1931 roku wyjechał ponownie do Palestyny i założył biuro architektoniczne w Tel Awiwie. W następnym roku współzałożył wraz z Josefem Neufeldem i Ze’ewem Rechterem stowarzyszenie „Krąg”, które miało na celu utrzymać powstającą architekturę Tel Awiwu w duchu syjonizmu socjalistycznego, odrzucając elementy orientalizmu, czy postulując budowanie nowego domu w Palestynie w opozycji do życia w diasporze. Grupa wywarła znaczny wpływ na rozwój Tel Awiwu, propagując m.in. oparcie konstrukcji budynków na słupach. Szaron zaczął projektować tak budynki mieszkaniowe tworzące Białe Miasto, jak i budynki użyteczności publicznej, kibuce i moszawy. Został czołowym architektem Bauhausu w Palestynie, z czasem uznano go za ojca architektury Izraela. Jego projekty z lat 30. utrzymane są w stylu międzynarodowym. W Tel Awiwie zaprojektował m.in. siedzibę centrali, a także pawilon i wystawę na Targi Lewantyńskie związku zawodowego Histadrut, czy robotnicze osiedla mieszkaniowe. W 1936 roku rozwiódł się ze Stölzl.
W latach 40. skupił się na planowaniu kibuców, eksperymentując z lokalnie dostępnymi materiałami, wykładał także architekturę na Technionie. W 1948 roku, po deklaracji niepodległości Izraela, został dyrektorem Departamentu Planowania podlegającego bezpośrednio pod nowo powstały rząd Dawida Ben Guriona. Celem departamentu była reakcja na szybki wzrost liczby imigrantów. Na nowym stanowisku Szaron odpowiadał m.in. za państwowy plan zagospodarowania, plany regionalne i projekty założenia 20 nowych miast. Funkcję sprawował do 1953 roku, po czym w roli specjalisty ds. planowania regionalnego ONZ odwiedził Nowe Delhi i Birmę. W 1954 roku założył wraz z Benjaminem Idelsonem wspólną pracownię architektoniczną. Spółka wzięła udział w licznych konkursach na budynki użyteczności publicznej, wygrywając m.in. projekt na Szpital Ichilow (1954–1960), czy izraelski pawilon na Expo w Brukseli (1958). Duet architektów stworzył także projekt uniwersytetu w Ife (1963). Z kolei za projekt szpitala w Beer Szewie architekci zostali wyróżnieni Nagrodą Izraela w dziedzinie architektury.
W połowie lat 60. rozpoczął współpracę z synem Eldarem, tworząc takie realizacje, jak budynek senatu, biblioteki i audytorium Technionu, główną siedzibę Banku Izraela (1969–1974), muzeum w kibucu Jad Mordechaj (1970), czy szpital rządowy Rambam w Hajfie (1972). Razem rozwinęli także nowe dzielnice mieszkalne Jerozolimy, zaś wspólnie z Davidem Anatolem Brutzkusem opracowali plan rekonstrukcji starego miasta Jerozolimy.
Został honorowym członkiem Królewskiego Instytutu Architektów Brytyjskich i berlińskiej Akademie der Künste.
Zmarł 24 lipca 1984 roku w Paryżu.